# Girls' Generation (álbum de 2007)
Girls' Generation es el álbum debut homónimo del grupo de chicas surcoreano Girls' Generation. Fue publicado por S.M. Entertainment el 1 de noviembre de 2007. Una reedición titulada Baby Baby fue publicada el 13 de marzo de 2008. La gira Girls' Generation Asia Tour Into the New World fue utilizada para promocionar el álbum, junto con la promoción de shows musicales antes de la gira, que comenzó el 19 de diciembre de 2009 en Olympic Fencing Gymnasium, Seúl, Corea del Sur, finalizó en Táipei el 17 de octubre de 2010.

## Sencillos
«Into the New World», fue lanzado inicialmente como el sencillo debut de Girls' Generation el 2 de agosto de 2007. El grupo comenzó a promocionar la canción en el programa de música Inkigayo de SBS el 5 de agosto, y posteriormente alcanzó el número uno M! Countdown de Mnet 11 de octubre.
El segundo sencillo, «Girls 'Generation», escrito y producido por Lee Seung Chul y Song Jae Jun, fue lanzado el 1 de noviembre de 2007. La canción fue originalmente cantada por Lee Seung Chul en la década de 1980. El cantante original apareció más tarde en M! Countdown junto con el grupo para interpretar la canción juntos.
A principios de 2008, Girls' Generation comenzó a promocionar su tercer sencillo, «Kissing You». La canción le valió al grupo su primer triunfo en una lista musical, luego de lograr el puesto número uno en la lista del mes de febrero en Music Bank de KBS. También logró el puesto número uno en tres programas musicales: Inkigayo de SBS, M! Countdown de Mnet y Music Bank de KBS. El vídeo musical de la canción contenía escenas de la creación del videoclip de Girls' Generation y las imágenes de las chicas trabajando en su primer álbum.
El cuarto sencillo, «Baby Baby» fue lanzado el 17 de marzo de 2008. Fue el sencillo principal de la reedición con su mismo nombre.

## Actuaciones en directo
La gira Girls' Generation Asia Tour: Into the New World se utilizó para promocionar el álbum, junto con la promoción de espectáculos musicales antes de la gira, que comenzó el 19 de diciembre de 2009, en el Olympic Fencing Gymnasium de Seúl, Corea del Sur, y terminó en el Taipei Arena, Taipéi, Taiwán el 17 de octubre de 2010.

## Recepción comercial
Dentro de su primer mes de lanzamiento, el álbum vendió 49 438 copias y fue el segundo álbum más vendido de noviembre de 2007 en Corea del Sur, solo detrás de Don't Don't de Super Junior. El álbum vendió un total de 56 804 copias en 2007, convirtiéndose en el 12° álbum más vendido del año en el país. El álbum superó las 100 000 ventas en marzo de 2008; Al hacerlo, Girls' Generation se convirtió en el primer grupo de chicas en lograr tal hazaña después de S.E.S. por seis años.
A partir de septiembre de 2008, las cifras totales de ventas del álbum combinadas con las de la reedición Baby Baby han superado las 126 269 unidades.

## Lista de canciones
Créditos adaptados de  Naver.

| Girls' Generation track listing | |             |          |  |
| N.º                             | Título | Arreglos    | Duración |  |
| 1.                              | «Girls' Generation» ((en hangul, 소녀시대; romanización revisada, Sonyeosidae))                                     | Kenzie      | 3:50     |  |
| 2.                              | «Ooh La-La!» | Ahn Ik-Soo  | 3:54     |  |
| 3.                              | «Baby Baby» | ko          | 3:11     |  |
| 4.                              | «Complete» | Hong-seok   | 3:56     |  |
| 5.                              | «Kissing You» | LeeOn       | 3:18     |  |
| 6.                              | «Merry-Go-Round» | Kenzie      | 3:14     |  |
| 7.                              | «Tears» ((en hangul, 그대를 부르면; romanización revisada, Geudaereul Bureumyeon; literalmente, «When I Call You»)) | Park Ki-wan | 3:52     |  |
| 8.                              | «Tinkerbell» | Kenzie      | 2:56     |  |
| 9.                              | «7989» (Kangta & Taeyeon)                                                                                           | Kangta      | 3:31     |  |
| 10.                             | «Honey» ((en hangul, 소원; romanización revisada, Sowon; literalmente, «Wish»)) (Perfect for You)                   | Kenzie      | 3:15     |  |
| 11.                             | «Into the New World» ((en hangul, 다시 만난 세계; romanización revisada, Dasi Mannan Segye))                        | Kenzie      | 4:25     |  |
| 39:22                           | |             |          |  |

| Baby Baby – Repackage (bonus tracks) |                                                                                               |          |          |  |
| N.º                                  | Título                                                                                        | Arreglos | Duración |  |
| 12.                                  | «Kissing You» (Skool Rock Remix)                                                              | LeeOn    | 3:05     |  |
| 13.                                  | «Let's Go Girls' Generation!! (Long version)» ((en hangul, Let's Go 소녀시대!! (길게 듣기)))  |          | 9:47     |  |
| 14.                                  | «Let's Go Girls' Generation!! (Short version)» ((en hangul, Let's Go 소녀시대!! (짧게 듣기))) |          | 6:18     |  |
| 18:70                                |                                                                                               |          |          |  |

## Créditos y Personal
Los créditos de Girls Generation son una adaptación de AllMusic.
- Girls' Generation - artista principal
- K Strings - intérprete, cuerdas
- Sam Lee - guitarras

## Posicionamiento en listas

### Listas semanales
| Lista (2010)                   | Mejor posición |
| ------------------------------ | -------------- |
| Corea del Sur (Gaon)           | 16             |
| Corea del Sur (Gaon) Baby Baby | 11             |

| Lista (2007)         | Mejor posición |
| -------------------- | -------------- |
| Corea del Sur (MIAK) | 2              |

| Lista (2008)         | Mejor posición |
| -------------------- | -------------- |
| Corea del Sur (MIAK) | 1              |

| Lista (2007)         | Mejor posición |
| -------------------- | -------------- |
| Corea del Sur (MIAK) | 12             |

| Lista (2010)            | Mejor posición |
| ----------------------- | -------------- |
| Corea del Sur (Gaon)    | 61             |
| Corea del Sur Baby Baby | 54             |

## Historial de lanzamiento
| Versión           | País               | Fecha                   | Discográfica       | Formato    |
| ----------------- | ------------------ | ----------------------- | ------------------ | ---------- |
| Girls' Generation | Corea del Sur      | 1 de noviembre de 2007  | S.M. Entertainment | CD, casete |
| Girls' Generation | República de China | 30 de noviembre de 2007 | Avex Asia          | CD         |
| Baby Baby         | Corea del Sur      | 13 de marzo de 2008     | S.M. Entertainment | CD, DVD    |
| Baby Baby         | República de China | 2 de mayo de 2008       | Avex Asia          | CD, DVD    |